# Schirmteich

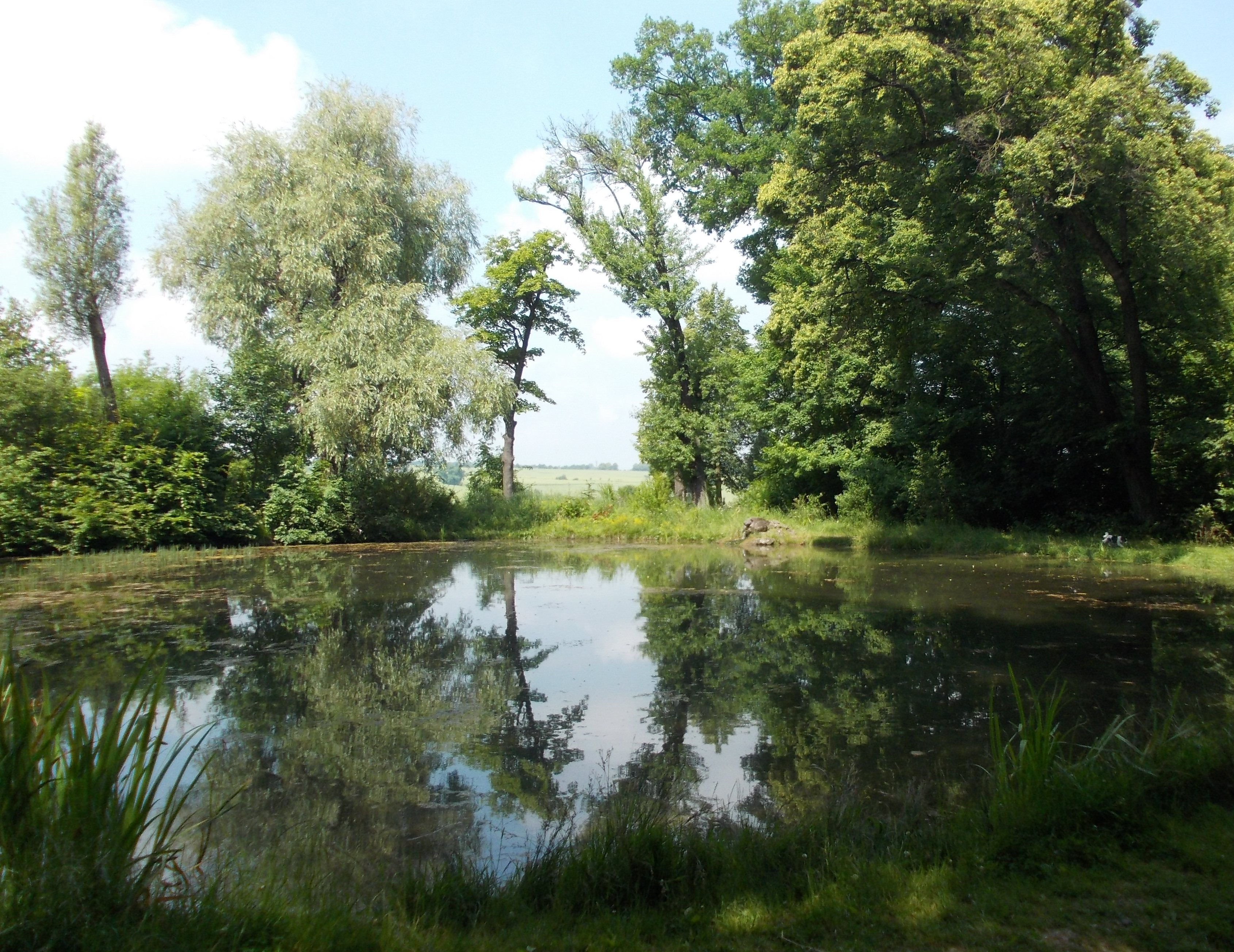
Schirmteich im Schlosspark von Belvedere

Um 1780 wurde im Park von Belvedere bei Weimar ein künstlicher Teich angelegt, der als Schirmteich bezeichnet wird.
Seine Quellhorizonte befinden sich nahe der A4 und fließen entlang der Possendorfer Straße. Diese Quellen wurden eingefasst und in ein Röhrensystem an den Schirmteich angeschlossen. Er besitzt mehrere oberirdische Zu- und unterirdische Abläufe. Genaugenommen ist der Schirmteich ein etwas größerer Röhrenbrunnen. Die fünf Quellen nahe der A4 fließen auf annähernd 1,6 Kilometer Länge zum Hochbehälter Schirmteich. Die fünf Quellstuben waren umfassend saniert worden. Aber der Schirmteich selbst wurde 1998 bis 2001 umfassend saniert ebenso wie seine 1,6 Kilometer lange Zuleitung. Genaugenommen basiert die gesamte Wasserversorgung von Belvedere mit seinem ausgeklügelten System von Röhrenfahrten auf diesen Quellen, deren Wasser über den Schirmteich verteilt werden. Der Schirmteich liegt etwa 15 Meter über dem Höhenniveau der übrigen Parkanlage. Das von hier von Brunnen zu Brunnen laufende Wasser fließt letztlich wieder in den Possenbach. Die zum Norden hin an der Eichenleite gelegenen Brunnen hingegen werden letztlich in die Ilm geleitet. Dazu gehören auch der künstlich angelegte Gasthofteich und der Schwanenteich.
Anlegen ließ diesen 1780 Herzogin Anna Amalia zu Erholungszwecken. Neben dieser Wasserstelle liegt ein flacher Hügel, der Standort eines größeren Schutzschirmes aus in der Natur vorkommenden Materialien ist, sodass er auch bei hochsommerlicher Sonneneinstrahlung Schatten spenden konnte. Dieser Teich ermöglicht es, dass für die im Park befindlichen Fontänen genügend Wasserdruck aufgebaut werden kann und durch seinen Höhenunterschied keine Pumpen benötigt werden. Außerdem diente er der Blockeisgewinnung. Das um 1863 entstandene Eishaus mit Blumenkorb und Steinbank als Kühlschrank des Großherzogs Carl Alexander befindet sich keineswegs zufällig in der Nähe dieses Teiches.
An diesem führt die Belvederer Allee vorbei.